# Великий Окорськ
Вели́кий Око́рськ — село в Україні, у Затурцівській сільській громаді Володимирського району Волинської області. Населення становить 284 осіб. Польською мовою назва села — Okorsk Wielki.

## Географія
Селом протікає річка Серна.

## Історія

### У складі Російської імперії
Наприкінці XIX століття село Великий Окорськ належало до Торчинської волості Луцького повіту. У селі було 36 дворів та 299 мешканців. Селянські землі становили 423 десятини, церковні — 4 десятини. Село належало родині Вітославських.
У 1906 році село належало до Торчинської волості Луцького повіту Волинської губернії. Відстань від повітового міста 31 верст, від волості 7. Дворів 49, мешканців 328.
Станом на 1912 рік до парафії у Великому Окорську належало також село Малий Окорськ. Загальна кількість парафіян становила 322 чоловіки та 321 жінку. Священником був Стефан Адамович Качоровський, псаломником — Василь Павлович Левчук.

### У складі Польської Республіки (1921-1939)
Згідно з путівником по Волині 1929 року, у селі знаходився старий шляхетський двір, що належав родині Рихлінських, гарний парк та дерев'яна католицька каплиця.

### У складі УРСР
В радянський період у селі діяв колгосп імені Калініна, який обробляв 4,3 тис. га землі. Основний напрямок господарства включав вирощування зернових культур, цукрових буряків та м'ясо-молочне тваринництво. У селі функціонували восьмирічна школа, бібліотека та клуб.
Під час Другої світової війни 105 мешканців села брали участь у бойових діях, 54 з них загинули. На їхню честь у селі встановлено пам'ятник.

### У незалежній Україні
До 28 вересня 2017 року село підпорядковувалось Затурцівській сільській раді Локачинського району Волинської області. Після ліквідації Локачинського району 19 липня 2020 року село увійшло до Володимирського району у складі Затурцівської сільської громади.

## Релігія
- Православна церква Святого Архістратига Михаїла — дерев'яна, збудована у 1787 році на кошти парафіян[5]. При церкві з 1885 року діяла церковно-парафіяльна школа[5].
- Римо-католицька каплиця — згадується у 1929 році як дерев'яна громадська каплиця[6][7].

## Жертви радянських репресій
- Гринчишин (Грищишин) Олександр Гнатович, 1897 року народження, уродженець села. Заарештований 28 березня 1940 року, звинувачений у належності до ОУН. Розстріляний 25 травня 1941 року у Луцьку[11].

## Населення
Згідно з переписом УРСР 1989 року чисельність наявного населення села становила 283 особи, з яких 137 чоловіків та 146 жінок.
За переписом населення України 2001 року в селі мешкали 283 особи. 100 % населення вказало своєю рідною мовою українську мову.

## Пам'ятки
- Церква Святого Архістратига Михаїла — дерев'яна церква, збудована у 1787 році.
- Пам'ятник землякам, загиблим у Другій світовій війні (1986 рік).
- Поселення доби бронзи.

## Галерея

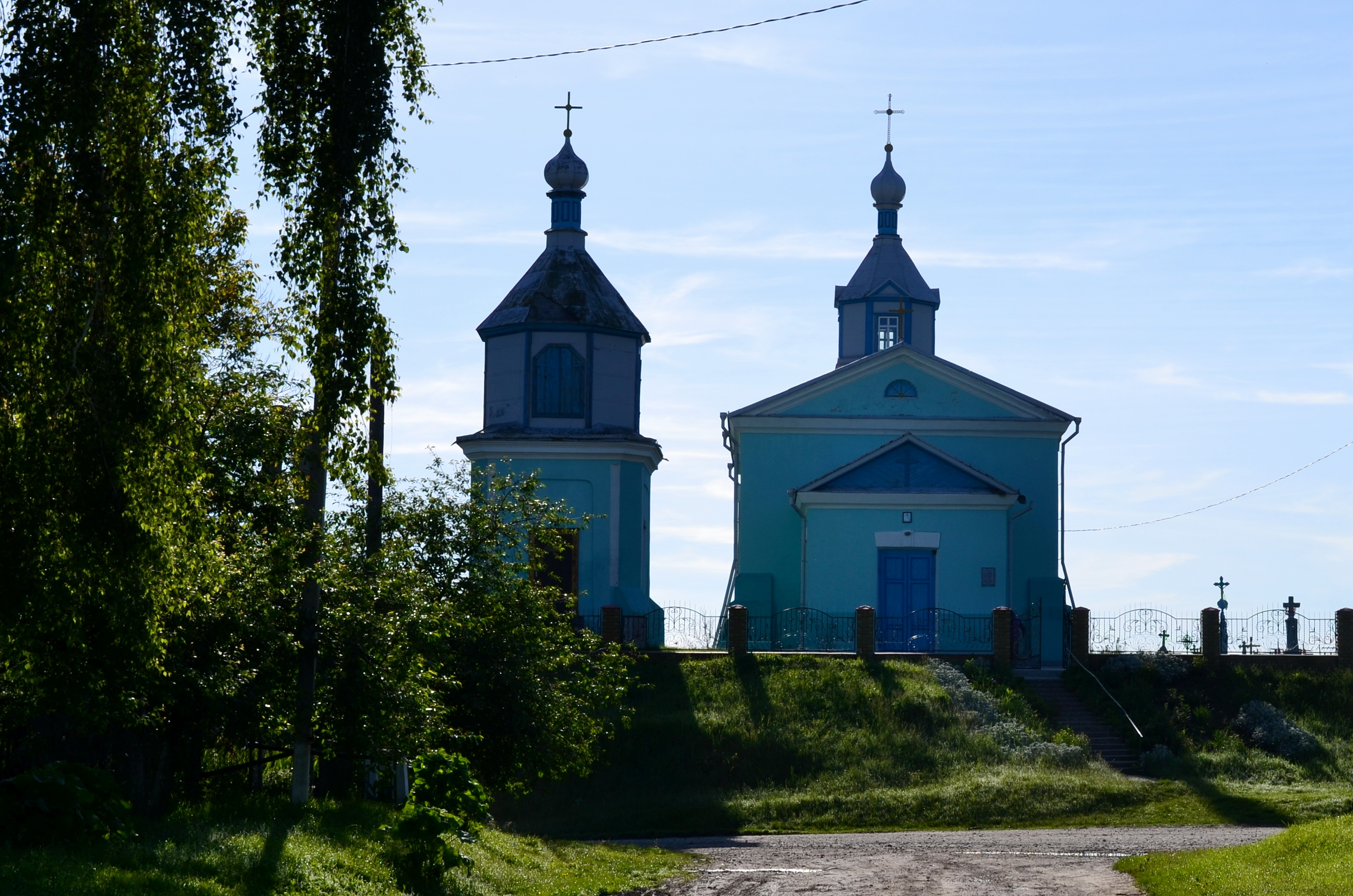
Михайлівська церква (1787 рік) з дзвіницею
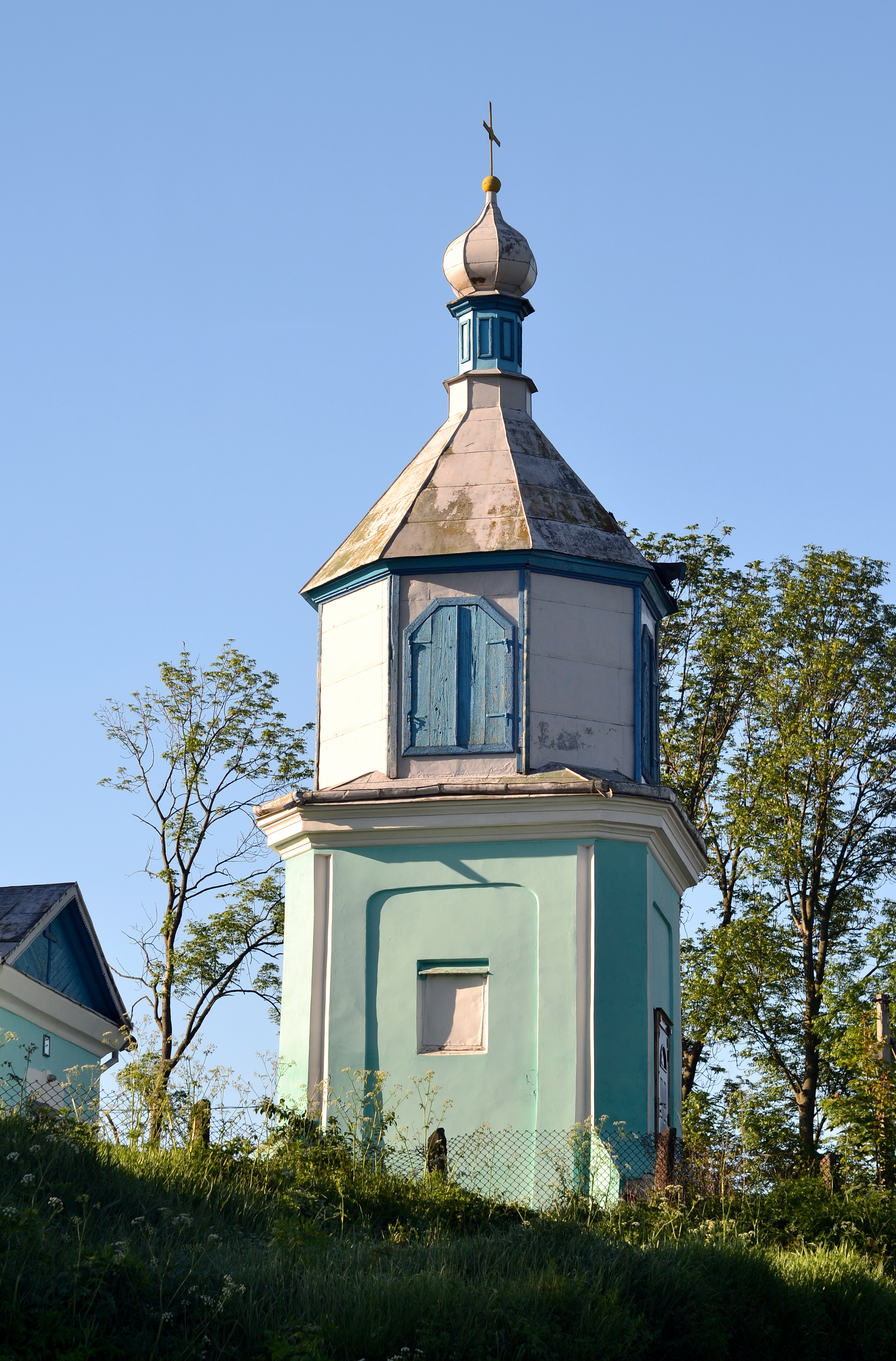
Дзвіниця Михайлівської церкви (кінець 18 ст.)
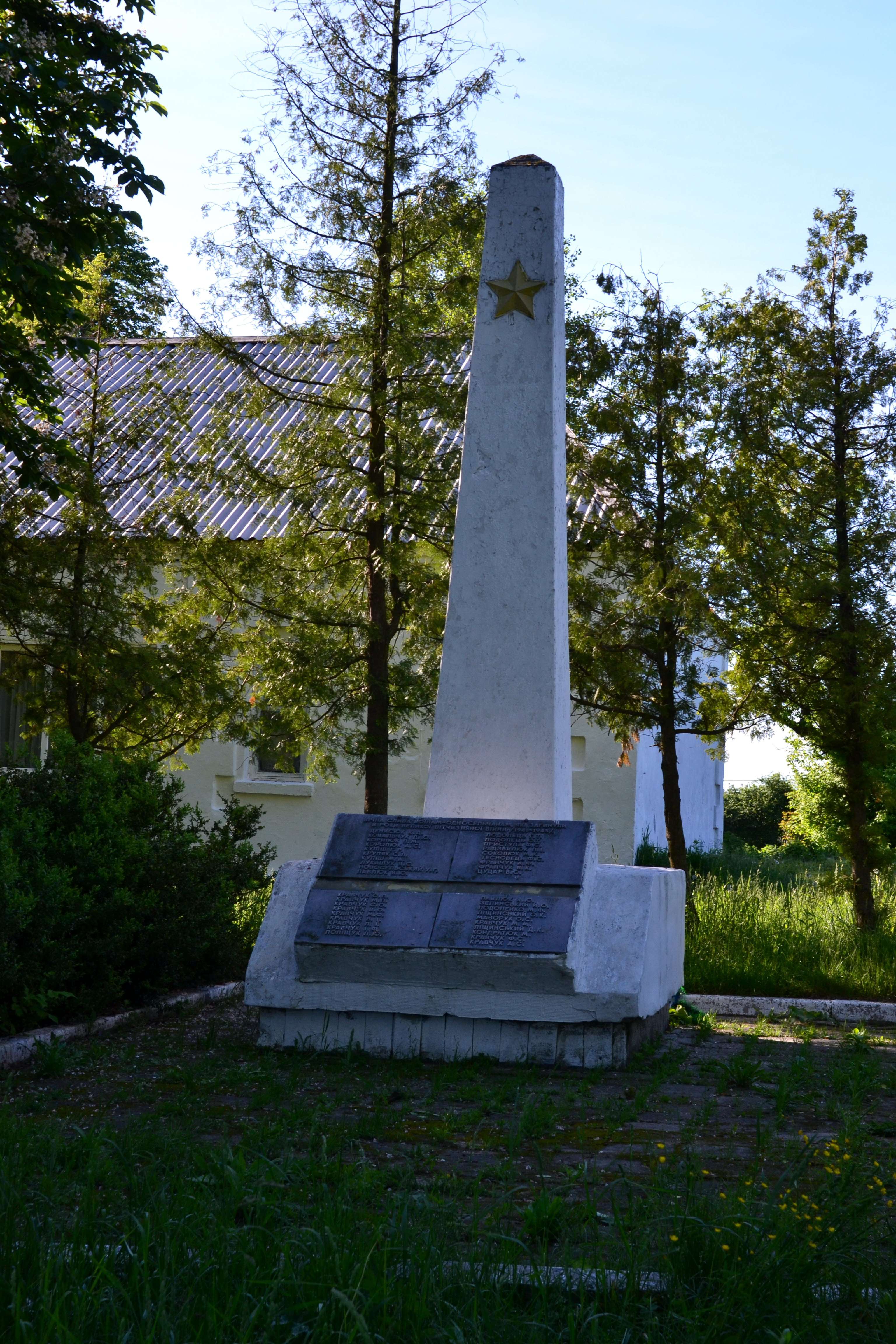
Пам'ятник землякам (1986 рік)
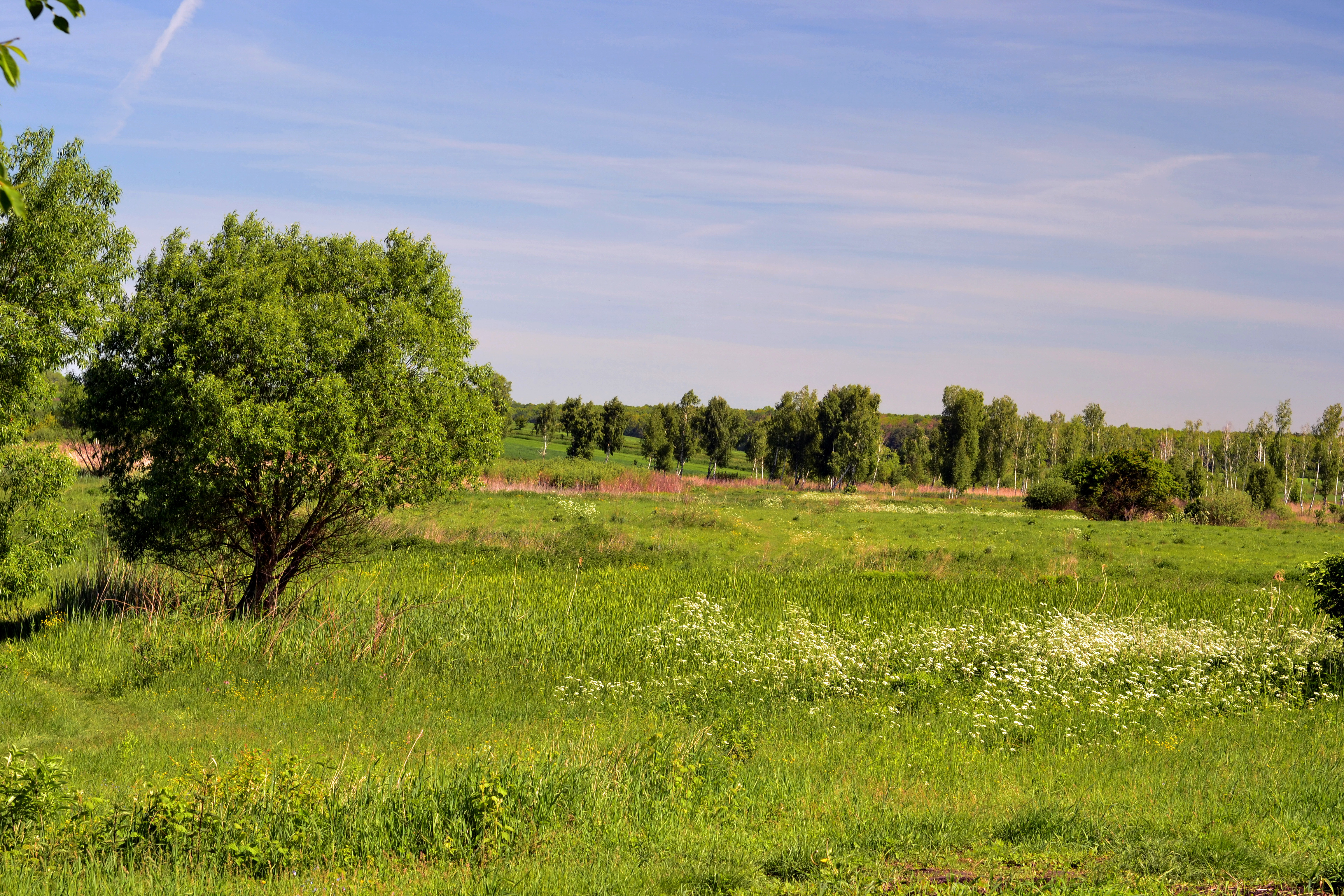
Поселення одношарове доби бронзи
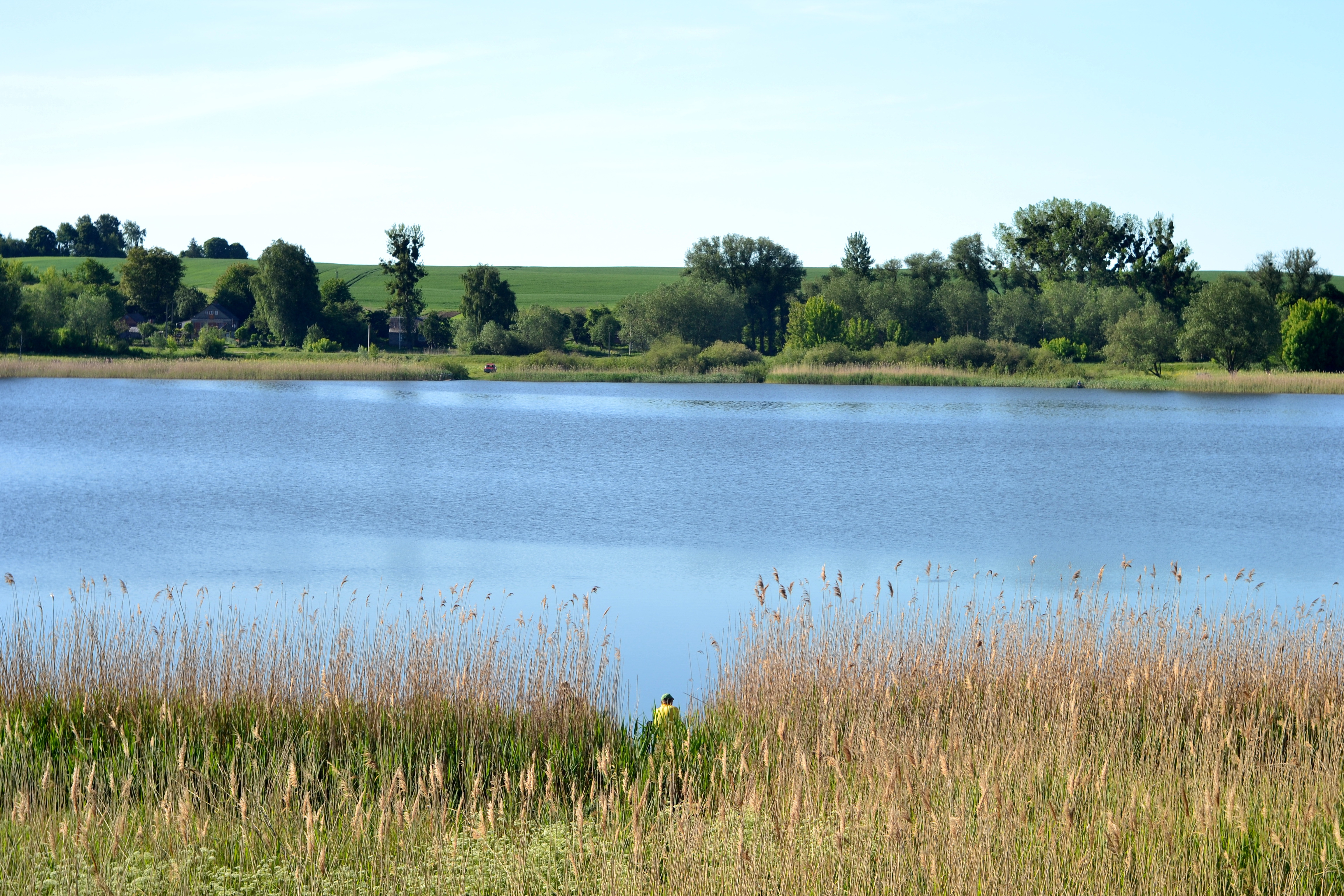
Заказник «Окорський» - вигляд південно-східного берега озера
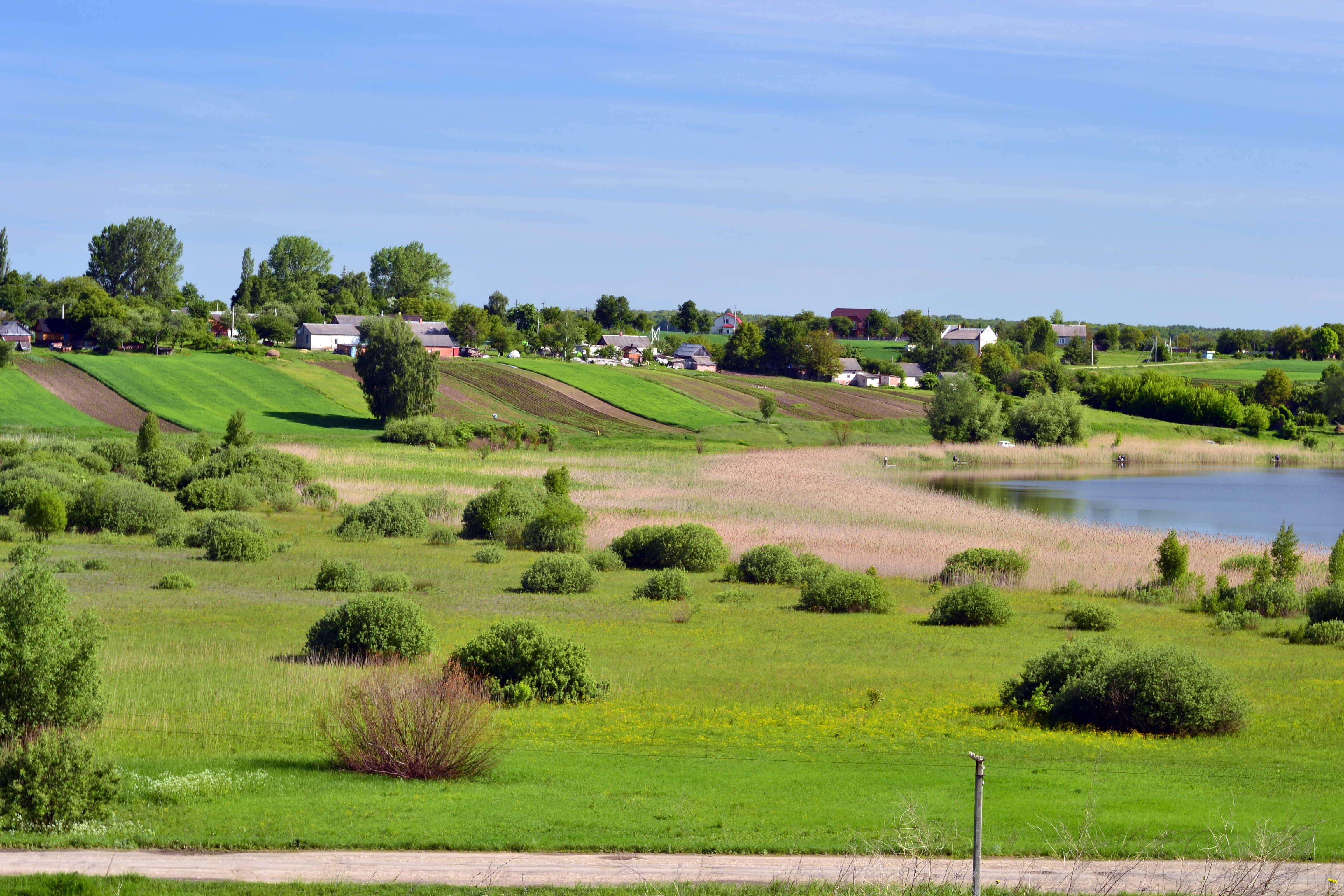
Заказник «Окорський» - вигляд південного берега озера
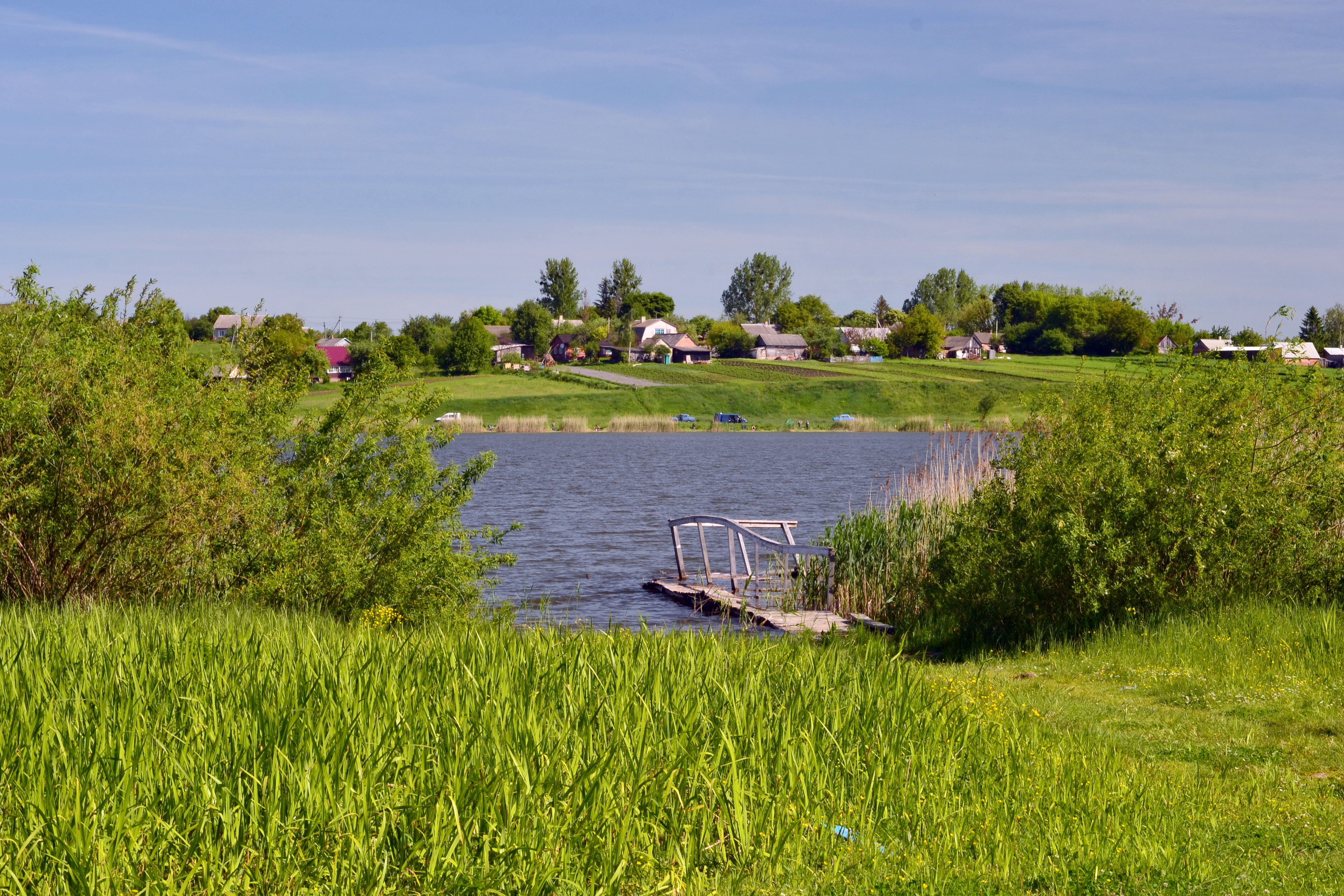
Заказник «Окорський» - місток східного берега озера
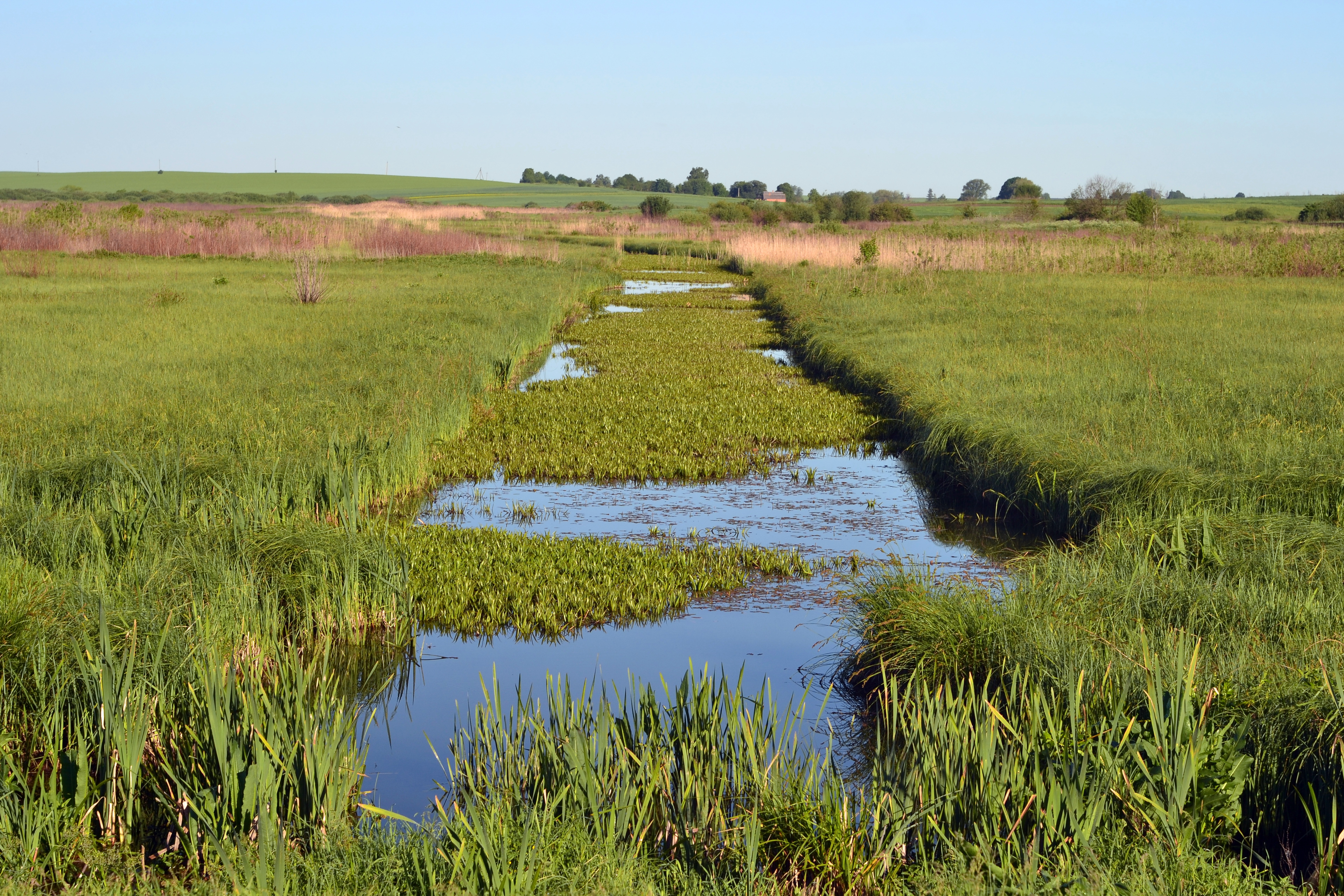
Заказник «Серна» - вигляд річки Серна з мосту біля с. Великий Окорськ